# Wickliffe Mounds State Historic Site
Koordinaten: 36° 58′ 15″ N, 89° 5′ 34″ W

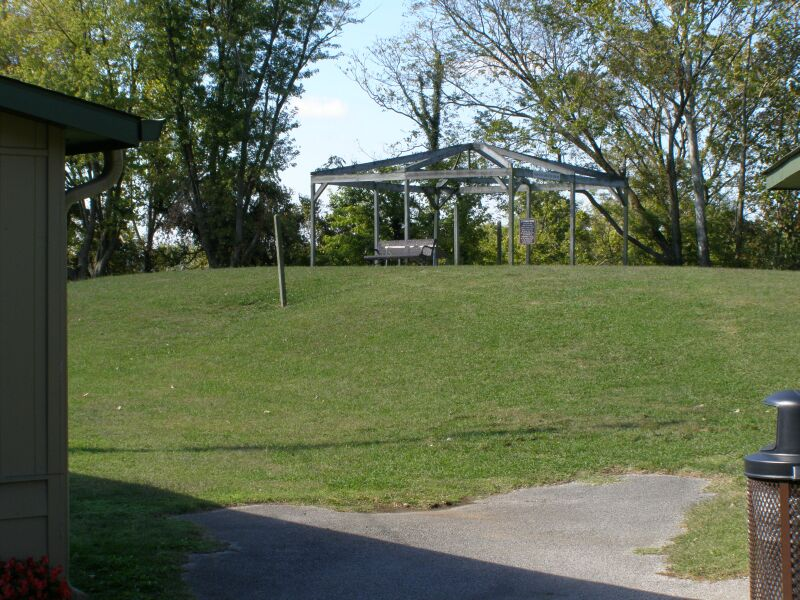
Mound A oder Ceremonial Mound

Die Wickliffe Mounds State Historic Site ist ein State Park in Kentucky. Der zehn Hektar große Park liegt bei Wickliffe im Ballard County. 

## Anlage
Der Park bewahrt das archäologische Gelände eines Dorfes der Native Americans der Mississippi-Kultur. Das Dorf lag auf einem Steilufer über dem Mississippi. Archäologen haben die Geschichte der Siedlung in drei Perioden unterteilt: die frühe Wickliffe Periode dauerte von 1100 bis 1175, die mittlere Wickliffe Periode von 1175 bis 1250 und die späte Wickliff Periode von 1250 bis 1350. Die Siedlung entstand um das Jahr 1100 als kleines Dorf, dessen Gebäude um einen zentralen Platz angeordnet waren. Dieser Platz liegt unter dem heutigen Parkplatz. Um 1175 wurde mit dem Bau des ersten Erdhügels, der sogenannten Mounds, begonnen. Zuerst wurde Mound B erbaut, auf dem vermutlich der Häuptling mit seiner Familie lebte. Zwischen 1175 und 1250 bauten die Dorfbewohner Mound A und Mound C, außerdem erweiterten sie Mound B. Vielleicht begannen sie schon mit der Errichtung weiterer Mounds wie Mound D. Die Siedlung wurde größer und es gibt Anzeichen auf ausgedehnte Handelsbeziehungen, besonders in die Region des heutigen St. Louis, wo Cahokia zur größten Siedlung der Mississippi-Kultur wurde. Nach 1250 wurden keine weiteren Mounds mehr gebaut, die Mound A, B und D wurden noch vollendet. Neben der Einstellung des Baus neuer Mounds ergaben sich in späten Periode noch weitere interessante Veränderungen, zum Beispiel wurden aus dieser Zeit keine Angelhaken mehr ausgegraben, so dass die Forscher annehmen, dass Fisch aus der Ernährung der Dorfbewohner verschwand. Die Siedlung selbst jedoch wuchs, bis sie die ganze Klippe einnahm. Anscheinend um 1350 verließen die Bewohner dann die Siedlung. Die Gründe dafür sind nicht bekannt, und Archäologen suchen immer noch einer Erklärung hierfür. Zur Zeit untersuchen Archäologen andere Siedlungen der Mississippi-Kultur im westlichen Kentucky und erforschen die Beziehungen der Siedlungen untereinander. Außerdem untersuchen sie, ob die Siedlungen zur gleichen Zeit wie Wickliffe verlassen wurden. Da die Mounds durch die Ausgrabungen zerstört werden, werden in Wickliffe in Zukunft neue Ausgrabungen nur vorgenommen, wenn man sich von ihnen wesentlich neue Erkenntnisse erhofft. Die State Historic Site will die Ausgrabungsstätte bewahren und Forschung anhand der bisherigen Funde betreiben, aber weitere Ausgrabungen vermeiden. Die Historic Site ist zugänglich, das Museum zeigt Ausgrabungsfunde mit Ausstellungen über die Töpferei, Steinarbeiten sowie Muschel- und Knochenfunde der Mississippi-Kultur.

Die Reste der vier sichtbaren Mounds wurden in der Reihenfolge ihrer Ausgrabung als Mound A bis D bezeichnet:
- Der Ceremonial Mound oder Mound A ist der größte Mound der Siedlung. Er trug das Zeremoniengebäude auf seiner Spitze, das vermutlich als Zentrum für religiöse oder politische Zwecke diente.
- Mound B, das Architecture Building, bestand aus zwei Aufbauten, die in mehreren Abschnitten über 200 Jahre errichtet wurden. Die Ausgrabungen ergaben, dass auf dem Mound das Haus einer Familie, vermutlich die des Häuptlings oder Oberpriesters stand. Eine Hausecke wurde rekonstruiert.
- Mound C ist der sogenannte Cemetery Mound, da in ihm Gräber gefunden wurden. Der Mound wurde in mehreren Abschnitten gebaut, die Gräber werden der Zeit um 1200 zugeordnet.
- Mound D wird als Lifeway Mound bezeichnet. Er wurde über den ersten Hütten der Bewohner errichtet. Durch die Ausgrabungen wurde der Erdhügel zum größten Teil abgetragen.

Daneben gab es mindestens vier weitere Mounds, die in der Karte von 1888 noch verzeichnet wurden, durch die privaten Ausgrabungen in den 1930er Jahren jedoch zerstört wurden. Die Aufzeichnungen und Berichte der Ausgrabungen sind leider verloren gegangen.

## Geschichte
Die Mounds waren sicher schon den ersten weißen Siedlern bekannt, doch die erste schriftliche Erwähnung der Mounds erfolgte erst 1888, als Robert Loughridge die Stätte für den Kentucky Geological Survey kartierte. 1932 wurden beim Straßenbau für den Highway 51/60/62 Reste von Töpfereien und andere Funde ausgegraben. Der Amateurarchäologe und Oberst Fain W. King aus Paducah erwarb das Gelände und begann die Mounds freizulegen. Später wurde er dabei von seiner Frau Blanche Busey King unterstützt. Das Ehepaar setzte die Ausgrabungen fort und betrieb das Gelände unter dem Namen Ancient Buried City als Touristenattraktion. Einige ihrer Ausgrabungen folgten nach exakten archäologischen Regeln, doch ein großer Teil ihrer Aufzeichnungen der Ausgrabungen sind verloren gegangen. Blanche King veröffentlichte 1939 ein Buch über die Ausgrabungen mit dem Titel Under your Feet. 1946 übergaben die Kings das Gelände dem Western Baptist Hospital in Paducah. Das Hospital betrieb das Gelände weiterhin als Touristenattraktion, bis das Gelände 1983 der Murray State University übergeben wurde. Die Universität gründete das Wickliffe Mounds Research Center, um die archäologische Stätte mit Fachpersonal zu erforschen und zu bewahren. Von 1984 bis 2004 wurden neue Ausgrabungen vorgenommen. 2004 übertrug die Universität die Ausgrabungsstätte dem Staat Kentucky, der sie am 1. Juli 2004 als 11. State Historic Site widmete. Das Gelände ist seit dem 8. Dezember 1984 als Stätte im National Register of Historic Places eingetragen. Außerdem hat die Wickliffe Mounds State Historic Site den Status einer Kentucky Archaeological Landmark.